# 24 dni
24 dni – polski film z 1999 roku w reżyserii Macieja Odolińskiego

## Treść
Opowieść o niezwykłych wydarzeniach, jakie rozegrały się kilkadziesiąt metrów pod ziemią, w nieczynnej, poniemieckiej kopalni niklu w Szklarach. Adam Alagierski i Rafał Wszoła znaleźli się w pułapce bez wyjścia. Uwięzieni na głębokości 25 metrów, bez zapasów żywności i wody, bez światła i ciepłej odzieży, przeżyli 24 dni.

## Prasa
30 filmów dokumentalnych, w tym 10 premierowych, obejrzeliśmy podczas VIII Przeglądu Filmów Górskich w Lądku Zdroju.
Drugie i trzecie miejsce zajęły polskie filmy. 24 Dni Macieja Odolińskiego opisuje wydarzenia, o których niegdyś pisały światowe media. Niedaleko Lądka dwóch młodzieńców spędziło 24 dni w sztolni starej, nieczynnej kopalni, w zupełnej ciemności, kilkadziesiąt metrów pod ziemią, bez jedzenia, pijąc skapującą wodę. Nie potrafili wydostać się o własnych siłach z pułapki, do której dobrowolnie weszli. Przeżyli odnalezieni przez ratowników górskich, lecz obydwaj przekroczyli granicę doznań, spoza której nie wraca się już do zwykłego świata. Równie ciekawe co film było spotkanie z reżyserem oraz z producentem Krzysztofem Kopczyńskim którzy opowiedzieli o kulisach swojej pracy.